# Fernando Tarrida del Mármol
Fernando Tarrida del Mármol (Santiago de Cuba, 18 de agosto de 1861-Londres, 15 de marzo de 1915) fue un pensador, activista y escritor anarquista cubano de origen español.

## Biografía
Nacido en Santiago de Cuba (Cuba) en 1861, en una adinerada familia de emigrantes catalanes, era sobrino del general cubano Donato Mármol. Acompañó a sus padres en su regreso a la Península, instalándose en la localidad catalana de Sitges, donde abrieron una fábrica de calzado. Estudió en el colegio Isabel la Católica de San Gervasio y en el Liceo Francés de Toulouse, antes de ingresar en la Universidad.
En su juventud apostó por el republicanismo federal, ideología que abandonó al conocer a Anselmo Lorenzo cuando contaba 18 años, lo que supuso un enfrentamiento y la ruptura con su familia. Estudió ingeniería en Barcelona, Toulouse y Madrid y fue profesor y director de la Escuela Politécnica de Barcelona. Como escritor difundió las teorías anarquistas, escribiendo artículos en las revistas Acracia, La Revista Blanca y "El Productor", donde conoce a Federico Urales y colaborando en la Escuela Moderna de Francisco Ferrer Guardia. Además, fue corresponsal en Londres de El Heraldo de Madrid y colaboró con algunos de los más destacados periódicos de su tiempo, como La Dépêche de Toulouse, L’Intransigeant y Le Temps de París, y el Daily Mail de Londres, diario del que se le llegó a ofrecer la dirección.
Su prestigio en el campo libertario parte de la teoría del anarquismo sin adjetivos, definida a partir de un artículo publicado en La Révolte en 1889, de la que fue máximo exponente y aceptada por, entre otros, Max Nettlau y Ricardo Mella. Durante su exilio conoció y se relacionó con los más destacados anarquistas europeos, como Piotr Kropotkin y Errico Malatesta.
Tras los procesos de Montjuïc de 1896 se exilió en Francia, Bélgica y finalmente en Londres, donde sigue difundiendo el anarquismo y donde falleció en 1915.

## Obras
- Anarquía, ateísmo y colectivismo. Centro de Amigos de Reus, Primer Certamen Socialista, 1885.
- «La teoría revolucionaria»; «Harmonía pasional» y «La maquinaria en el porvenir», en ¡Honor á los Mártires de Chicago! Grupo «Once de Noviembre», Segundo certamen socialista. Celebrado en Barcelona el 10 de noviembre de 1889 en el Palacio de Bellas Artes, Barcelona, 1890.
- Les Inquisiteurs d’Espagne. Montjuich, Cuba, Philippines. París, 1897.
- Problemas trascendentales. [Estudios de sociología y ciencia moderna]. París, 1908.
- La juventud actual, colaboraciones: F. Tarrida del Mármol, P. Kropotkine [sic], N. Estévanez [et al.]. La Coruña, 1913.
- Estudio crítico-biográfico de Anselmo Lorenzo. Barcelona, 1915.